# 박범수 (축구 선수)
박범수(한국 한자: 朴範秀, 2001년 3월 2일 ~ )는 대한민국의 축구 선수로, 포지션은 골키퍼이다. 현재 K리그1 전북 현대 모터스 소속이다.